# Everyone Deserves a Roof
Everyone Deserves a Roof（エブリワン ディザーブス ア ルーフ、全ての人は屋根を持つに値する) または EDAR (イーダー) は慈善家であり映画プロデューサーであるピーター・サミュエルソン (Peter Samuelson) によって設立されたカリフォルニア州ロサンゼルスに拠点を置く非営利組織である。この組織は雨露をしのぐ目的で製作された"EDARユニット"と呼ばれる幌のついた四輪のショッピングカートのような形をした物をホームレスの人々に提供する。
サミュエルソンは趣味のサイクリング中に見たロサンゼルスの道端のホームレスの人々と話し合い、EDAR を考案した。EDARユニットはサミュエルソンがスポンサーとなりパサデナのアートセンター・カレッジ・オブ・デザインにおいて募集したデザインコンテストに応募した学生らにより設計された。コンテストでは参加者にホームレスの人々がしばしば住んでいる段ボールハウスを改善するという課題を与えた。学生のエリック・リンデマンとジェイソン・ザサは、金属性のパイプによるフレーム、4個のロックできる車輪、両側が折り畳める網かご、防水性のキャンパス布、光を反射するテープを取り付けた物を製作した。
EDAR はメリッサ・ヘルムブレヒト (Melissa Helmbrecht) が始めた Splashlife.com という若者のための新しい非営利組織と協力関係を結んだ。